# Cosetta
Cosetta  è un nome proprio di persona italiano femminile.

## Varianti in altre lingue
- Francese: Cosette[1]
- Polacco: Kozeta

## Origine e diffusione

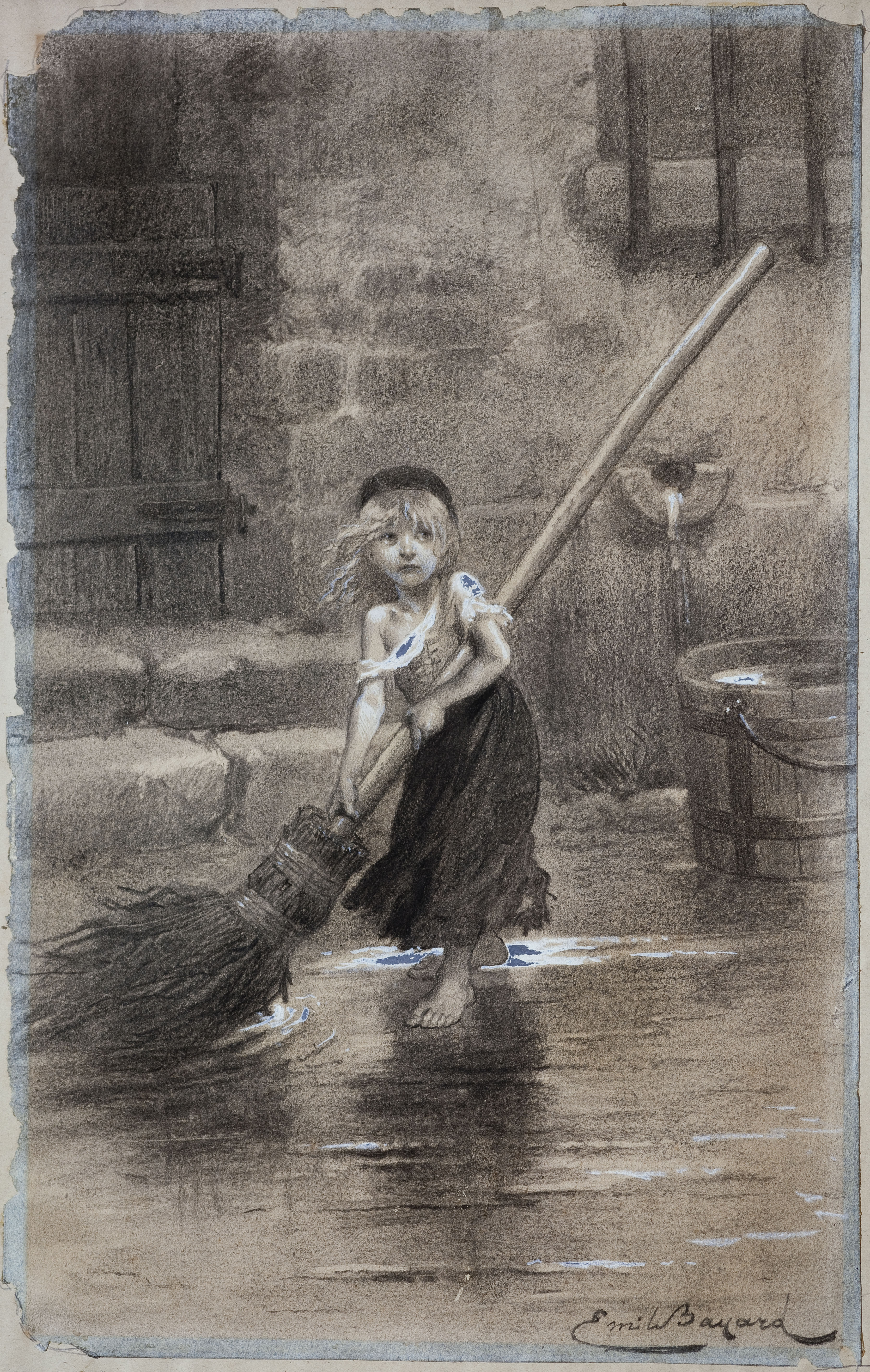
Cosetta in un'illustrazione di Émile Bayard

È un adattamento italiano del nome francese Cosette, creato da Victor Hugo per un personaggio del suo romanzo I miserabili; è basato sul francese chosette, letteralmente "cosetta", "piccola cosa" (da chose, "cosa", "oggetto"); per la precisione, nel romanzo si tratta di un soprannome, in quanto il nome reale di quel personaggio è Euphrasie.

## Onomastico
Non esistono sante che portano questo nome, che quindi è adespota. L'onomastico può essere festeggiato in occasione di Ognissanti, il 1º novembre.

## Persone

Cosetta Greco

- Cosetta Campana, atleta italiana
- Cosetta Greco, attrice italiana

## Il nome nelle arti
- Cosetta (Cosette) è un personaggio del romanzo di Victor Hugo I miserabili, e di molte opere da esso derivate.
- Cosette è un personaggio della serie manga e anime Excel Saga.
- Cosetta Corvonero è un altro nome con cui è stata chiamata Priscilla Corvonero, personaggio della serie di romanzi Harry Potter scritti da J. K. Rowling,

## Toponimi
- 915 Cosette è un asteroide della fascia principale, che prende il nome dalla figlia dello scopritore, François Gonnessiat.